# お茶の水ハカセ
『お茶の水ハカセ』（おちゃのみずハカセ、英字表記『DR.OCANOMIZU』）は、TBS系列で2009年11月17日から2011年3月1日まで毎週火曜日 19:56 - 20:54（JST）に放送されていたバラエティ番組である。
番組開始当初からハイビジョン制作・全国ネットで放送された。
たびたび番組のコンセプトそのものを変更するテコ入れが行われたが、視聴率は回によって大きく差が出ていた。ここでは、便宜上リニューアルごとに「前期」などといった表記を使用して区分する。

## 概要
2009年11月17日より2011年3月1日まで放送されていた。
前期（2010年3月まで）
出演者全員が白衣を着た「博士」となり、日常の疑問を科学的な観点から調査していく。
番組名も手塚治虫原作の漫画『鉄腕アトム』のキャラクター「お茶の水博士」から採られており、マスコットキャラクターにもなっていた。
海外で起こった珍事件や、それを再現したVTRから出題されるクイズに答える「トリックシアター」や、ストレス解消のために食べているグルメをスタジオの観覧者にプレゼンする「ガッツリグルメ」というコーナーがあった。
また、2009年内までは、エンディングで木梨がアトムの髪形をした「ワルハカセ」によるコーナーもあった。
中期（2010年4月から同年12月まで）
『もうすぐお茶の水ハカセ』（事前のミニ番組、関東ローカル）が廃止され、各界の「No.1」をゲストとして招いたトーク主体の内容にリニューアル。スタジオのセットも新しいものに作り替えられた。
マスコットキャラクターの「お茶の水博士」は番組内で使用されなくなり、画面左上に常時表示されているタイトルロゴが英字の『DR.OCHANOMIZU』に、オープニングで表示されるタイトルロゴも書道8段の段位を持つEXILEのTAKAHIROの描き下ろしによるものに変更された（ただし、『お茶の水ハカセ』ではなく『お茶の水博士』と描かれている）。
「お茶の水大図鑑」というロケ企画を中心に、トークでは話題の一つとして大竹による「No.1取り扱い説明書」や「100の質問」が毎回行われていた。なお、回によっては「お茶の水大図鑑」にゲストが同行することもあった。
後期（2011年1月から番組終了まで）
『お茶の水HAPPYショッピング』と題したオールロケ企画に変更。タイトルロゴはそのまま継続して使用されていた。
会場は関東地方にあるホームセンターやショッピングセンター。数チームによる対決方式で、30分の制限時間内に各チームごとに思い思いに商品を買い進めていく。
最後に、店長が魅力的な商品を買い集めた1チームを「ナイスショッピング賞」として選出し、買った商品が全てチームにプレゼントされる（その他のチームは自腹で精算）。また、「ナイスショッピング賞」を獲得したチームの買った商品を視聴者にプレゼントするという懸賞企画も行われていた。
ロケとは別に、実際に出演者が購入した商品を使っている様子を収めた外国人一家の寸劇コーナーが何度か挿入される（出演者や家族の名前は回によって異なる）。寸劇の最後にはゲストに関するセリフが出る。
- 2011年1月18日放送分：スティーブンファミリー：家族構成は両親・長女・長男
- 2011年1月25日放送分：ガルシアファミリー：家族構成は祖母・両親・娘
- 2011年2月8日放送分：ゴードンファミリー：家族構成は祖母・両親・長女・長男

ただし、単に商品の使い方をナレーションとスタッフの実演のみで解説することもあった（この時に限り、ナレーションは篠原まさのりが担当）。

## 出演者

### レギュラー
- 木梨憲武（とんねるず、司会進行役）
- さまぁ〜ず[注 2]
  - 三村マサカズ
  - 大竹一樹
- 森三中（回によってはメンバーの中から1人が欠席することもある）
  - 大島美幸
  - 村上知子
  - 黒沢かずこ
- 森本慎太郎（ジャニーズJr.）[注 3]
- はいだしょうこ[注 4]
- 魚ちゃん（辛口占い師）[注 5]
- 鈴木おさむ（構成兼務）[注 6]

### ナレーション
- 奈佐健臣（中期まで）
- 渡辺美佐（中期まで）
- 林田尚親（後期）
- 篠原まさのり（後期）

## スタッフ
- 構成：鈴木おさむ、北本かつら、大井洋一、佐藤雄介、木野聡、矢野了平 / 高橋秀一、清隼一郎
- 題字：TAKAHIRO（EXILE、中期から）
- CG：TEAビデオセンター（中期から）
- TM：中澤健
- TD：寺尾昭彦
- VE：水谷享介
- CAM：廣田雅之
- 照明：半田圭
- 音声：菅原正巳
- PA：井上忠紀
- TK：常藤直子
- 音響効果：太田光則、福永真弓（ZACK）
- MA：的池将
- 編集：本田修士、栗原康幸
- 美術プロデューサー：西條貴子
- 美術デザイナー：山口智広
- 美術制作：澁谷政史
- 装置：森田正樹
- 操作：坂上好明
- 装飾：田中秀和
- 電飾：清水久敏
- 生花：儀同博子
- 植木：小貫篤史
- 衣装：岡崎貴子
- 持道具：貞中照美
- ヘアメイク：高梨祐子
- 番組宣伝：小林恵美子
- 編成：坂田栄治、時松隆吉
- ディレクター：市島晃生、藤村卓也、福田雅之、永松近也、鎌形純、池辺幸子、岩本啓助、首藤光典
- AP：松原元美、山口未歩
- チーフディレクター：朝岡慶太郎
- プロデューサー：帯純也、青山優子
- チーフプロデューサー：小谷和彦
- 技術協力：東通、オムニバス・ジャパン
- 制作協力：ファルコン、ボトム
- 製作著作：TBS

### 過去のスタッフ
- 構成：虹色宝月（前期のみ）
- プロデューサー：樋江井彰敏（情報センター情報二部）
- チーフディレクター：瀬川郷守
- AP：横川悦子（情報センター情報二部）
- ディレクター：保津章二・近藤靖・前田泰一郎（情報センター情報二部）、山本カンスケ
- CG：森三平（前期のみ）
- VE：八木真一郎
- PA：葉桐慶次
- MA：飯塚大樹
- 編集：波江野剛、あべよしぞう（阿部芳三）
- 協力：手塚プロダクション
- 美術協力：エムクラフト

## その他の特記事項
初期
- 全15回の平均視聴率は7.45%。
- 視聴率は、2010年2月2日放送分ではその次の時間帯に放送する『うたばん』や『リンカーン』を上回る12.6%という最高視聴率を記録した。しかし、同年1月12日放送分では番組最低となる3.7%を記録している。
- スタジオに飾られているお茶の水博士の人形は木梨が知り合いから借りたもので、花を飾っているセットの一部は木梨の私物である。
- 2009年11月24日と12月1日に放送された「190kgダイエットを研究せよ!」の内容は放送終了後に後日談として『あの日に帰りたい』で放送され、大きな反響を呼んだ。その後の過程が『激変!ミラクルチェンジ』で2010年10月13日と20日の2週連続で放送された[注 7]。
- 2010年に入ってからは、スタジオに観覧者を招いていた。
- 出演者の着ていた白衣には番号が記入されているが、これはメンバーのお気に入りの番号である。
  - 木梨憲武 『25』（大井競馬場でよく的中させる番号が「2 - 5」である）
  - 大竹一樹 『49』（四駆に乗っている）
  - 三村マサカズ 『36』（三村の「みむ」）
  - 森本慎太郎 『7』（ラッキー7）
  - 大島美幸 『11』 & 鈴木おさむ 『22』（いい夫婦）
  - 村上知子 『89』
  - 黒沢かずこ 『31』

中期
- 2010年8月31日放送分にはゲストとしてIMALUが出演し、彼女の両親である明石家さんまと大竹しのぶが出演していた同局のドラマ『男女7人夏物語』の映像が使用されたが、さんまが踊る!さんま御殿!!に出演している関係で、さんまが映っている姿とセリフのシーンは「大人の事情」と称してイラストが代用された。
- 2010年9月までは、本番組のあとに木梨の相方である石橋貴明が出演している『うたばん』や『ザ・ミュージックアワー』が放送されていた。なお、木梨は同年2月9日放送分の『うたばん』に矢島美容室として出演したことがある。

末期
- 収録中の万引き事件

2011年2月15日放送分では、番組の収録中に万引き事件が発生し、一時出演者を含む店内が騒然となるという椿事が放送された。
一部の出演者たちのすぐ近くで、私服姿の警備員（いわゆるGメン）の女性が容疑者を大声で検挙したことで事件が発覚。容疑者は店内で精算前のイチゴをつまみ食いした金髪の外国人女性で、エスカレーターで逃げる容疑者や追いかけるGメンの様子を偶然にも番組のカメラマンが撮影していた。
容疑者はまもなく他の警備員に取り押さえられ、警察に引き渡された。また、万引きが犯罪であるという注意も挿入された。
その他
- 本番組はTBSの全国ネット番組ながら、スタッフロールのクレジットにジ〜ンが表示されていない（『キズナ食堂』や『金スマ』などと同様で、フォントも『金スマ』と同じものである）。
- 木梨がTBSのゴールデンタイムにレギュラー出演するのは、『とんねるずのカバチ』以来13年ぶりであり、ゴールデンタイムに限らなければ、TBSの深夜に放送されていた『ゲンセキ』以来4年ぶりのTBSレギュラー出演となる。
- 中期以降は放送開始時刻が19時56分となり、開始直前のミニ番組が廃止された。また、19時台の『紳助社長のプロデュース大作戦!』からステブレレスで接続するようになった。